# (73883) Asteraude
(73883) Asteraude (1997 DQ) – planetoida z grupy pasa głównego asteroid okrążająca Słońce w ciągu 3,64 lat w średniej odległości 2,36 j.a. Odkryta 16 lutego 1997 roku.